# Torrey Craig
Torrey Craig, né le 19 décembre 1990 à Columbia en Caroline du Sud, est un joueur américain de basket-ball évoluant aux postes d'ailier et ailier fort. Il mesure 1,96 m.

## Biographie

### Débuts professionnels en Australie (2014-2017)
Le 26 juin 2014, automatiquement éligible à la draft 2014 de la NBA, il n'est pas sélectionné à sa sortie d'université avec USC Upstate.
Le 6 août 2014, il signe en Australie chez les Cairns Taipans.
Le 18 mars 2015, il rejoint les Wellington Saints.
Puis, le 7 août 2015, il retourne aux Cairns Taipans.

### Nuggets de Denver (2017-2020)
En juin 2017, il retourne aux États-Unis pour jouer la NBA Summer League avec les Nuggets de Denver, après de très bonnes performances, il convainc la franchise du Colorado à le faire signer un contrat two-way.
Le 9 juillet 2018, il signe un nouveau contrat avec les Nuggets.

### Bucks de Milwaukee (2020-mars 2021)
Le 26 novembre 2020, il signe avec les Bucks de Milwaukee.

### Suns de Phoenix (mars 2021-août 2021)
Le 18 mars 2021, il est envoyé vers les Suns de Phoenix en échange d'une somme d'argent.

### Pacers de l'Indiana (2021-février 2022)
Lors du marché des agents libres de 2021, Torrey Craig signe un contrat de 10 millions de dollars sur deux ans avec les Pacers de l'Indiana.

### Retour aux Suns de Phoenix (février 2022-2023)
En février 2022, il est échangé aux Suns de Phoenix contre Jalen Smith.

### Bulls de Chicago (2023-février 2025)
En juillet 2023, il signe aux Bulls de Chicago. Il est coupé début février 2025.

### Celtics de Boston (depuis février 2025)
En février 2025, il signe avec les Celtics de Boston.

## Statistiques

### Universitaires
| Saison    | Équipe      | Matchs | Titul. | Min./m | % Tir | % 3pts | % LF | Rbds/m. | Pass/m. | Int/m. | Ctr/m. | Pts/m. |
| --------- | ----------- | ------ | ------ | ------ | ----- | ------ | ---- | ------- | ------- | ------ | ------ | ------ |
| 2010-2011 | USC Upstate | 30     | 26     | 30,5   | 38,2  | 31,9   | 67,9 | 7,20    | 1,47    | 0,97   | 0,37   | 14,37  |
| 2011-2012 | USC Upstate | 34     | 33     | 29,7   | 43,6  | 34,9   | 68,2 | 7,68    | 1,53    | 1,32   | 1,09   | 16,44  |
| 2012-2013 | USC Upstate | 33     | 32     | 31,0   | 42,7  | 36,4   | 71,5 | 6,91    | 1,91    | 1,00   | 0,76   | 17,24  |
| 2013-2014 | USC Upstate | 34     | 34     | 32,7   | 40,7  | 29,1   | 61,8 | 7,00    | 2,26    | 0,91   | 0,82   | 16,76  |
| Total     | Total       | 131    | 125    | 31,0   | 41,4  | 33,0   | 67,2 | 7,20    | 1,80    | 1,05   | 0,77   | 16,25  |

### Professionnelles
gras = ses meilleures performances

#### Saison régulière NBA
| Saison    | Équipe    | Matchs | Titul. | Min./m | % Tir | % 3pts | % LF | Rbds/m. | Pass/m. | Int/m. | Ctr/m. | Pts/m. |
| --------- | --------- | ------ | ------ | ------ | ----- | ------ | ---- | ------- | ------- | ------ | ------ | ------ |
| 2017-2018 | Denver    | 39     | 5      | 16,1   | 45,3  | 29,3   | 62,9 | 3,26    | 0,64    | 0,31   | 0,38   | 4,18   |
| 2018-2019 | Denver    | 75     | 37     | 20,0   | 44,2  | 32,4   | 70,0 | 3,51    | 0,96    | 0,49   | 0,61   | 5,73   |
| 2019-2020 | Denver    | 58     | 27     | 18,5   | 46,1  | 32,6   | 61,1 | 3,26    | 0,81    | 0,40   | 0,62   | 5,43   |
| 2020-2021 | Milwaukee | 18     | 0      | 11,2   | 39,1  | 36,4   | 50,0 | 2,39    | 0,89    | 0,50   | 0,39   | 2,50   |
| 2020-2021 | Phoenix   | 32     | 8      | 18,8   | 50,3  | 36,9   | 80,0 | 4,81    | 1,03    | 0,59   | 0,59   | 7,16   |
| 2021-2022 | Indiana   | 51     | 14     | 20,3   | 45,6  | 33,3   | 77,1 | 3,80    | 1,10    | 0,50   | 0,40   | 6,50   |
| 2021-2022 | Phoenix   | 27     | 2      | 20,8   | 45,0  | 32,3   | 70,6 | 4,30    | 1,20    | 0,80   | 0,60   | 6,90   |
| Total     | Total     | 300    | 93     | 18,7   | 45,6  | 33,0   | 69,3 | 3,60    | 0,90    | 0,50   | 0,50   | 5,70   |

Mise à jour le 16 mai 2022

#### Playoffs NBA
| Saison | Équipe  | Matchs | Titul. | Min./m | % Tir | % 3pts | % LF | Rbds/m. | Pass/m. | Int/m. | Ctr/m. | Pts/m. |
| ------ | ------- | ------ | ------ | ------ | ----- | ------ | ---- | ------- | ------- | ------ | ------ | ------ |
| 2019   | Denver  | 14     | 11     | 23,6   | 47,8  | 47,2   | 56,2 | 5,14    | 0,86    | 0,50   | 0,36   | 6,57   |
| 2020   | Denver  | 19     | 3      | 19,8   | 42,3  | 26,2   | 69,2 | 3,26    | 0,68    | 0,37   | 0,37   | 4,53   |
| 2021   | Phoenix | 22     | 0      | 12,1   | 42,7  | 40,5   | 61,5 | 2,86    | 0,41    | 0,05   | 0,36   | 3,95   |
| 2022   | Phoenix | 9      | 0      | 7,6    | 36,4  | 30,0   | 50,0 | 1,70    | 0,60    | 0,40   | 0,20   | 2,20   |
| Total  | Total   | 64     | 14     | 16,3   | 43,4  | 36,8   | 61,4 | 3,30    | 0,60    | 0,30   | 0,30   | 4,50   |

Mise à jour le 16 mai 2022

## Records sur une rencontre en NBA
Les records personnels de Torrey Craig en NBA sont les suivants, :
| Type de statistique        | Saison régulière | Saison régulière        | Saison régulière | Playoffs | Playoffs                  | Playoffs      |
| Type de statistique        | Record           | Adversaire              | Date             | Record   | Adversaire                | Date          |
| -------------------------- | ---------------- | ----------------------- | ---------------- | -------- | ------------------------- | ------------- |
| Points                     | 28               | @ Nets de Brooklyn      | 29 octobre 2021  | 18       | @ Spurs de San Antonio    | 20 avril 2019 |
| Paniers marqués            | 9                | @ Nets de Brooklyn      | 29 octobre 2021  | 6        | @ Spurs de San Antonio    | 20 avril 2019 |
| Paniers tentés             | 16               | 2 fois                  | 2 fois           | 9        | 2 fois                    | 2 fois        |
| Paniers à 3 points réussis | 5                | Magic d'Orlando         | 2 février 2022   | 5        | @ Spurs de San Antonio    | 20 avril 2019 |
| Paniers à 3 points tentés  | 9                | Magic d'Orlando         | 2 février 2022   | 7        | @ Spurs de San Antonio    | 20 avril 2019 |
| Lancers francs réussis     | 6                | 2 fois                  | 2 fois           | 4        | Trail Blazers de Portland | 12 mai 2019   |
| Lancers francs tentés      | 8                | @ Nets de Brooklyn      | 29 octobre 2021  | 5        | Trail Blazers de Portland | 12 mai 2019   |
| Rebonds offensifs          | 6                | 2 fois                  | 2 fois           | 4        | 3 fois                    | 3 fois        |
| Rebonds défensifs          | 15               | @ Wizards de Washington | 12 avril 2024    | 9        | Spurs de San Antonio      | 23 avril 2019 |
| Rebonds totaux             | 16               | @ Heat de Miami         | 8 janvier 2019   | 10       | Spurs de San Antonio      | 23 avril 2019 |
| Passes décisives           | 5                | Bulls de Chicago        | 31 décembre 2021 | 6        | @ Spurs de San Antonio    | 25 avril 2019 |
| Interceptions              | 3                | 7 fois                  | 7 fois           | 2        | 3 fois                    | 3 fois        |
| Contres                    | 4                | 2 fois                  | 2 fois           | 2        | 4 fois                    | 4 fois        |
| Balles perdues             | 4                | Bulls de Chicago        | 31 décembre 2021 | 3        | 2 fois                    | 2 fois        |
| Minutes jouées             | 39               | Raptors de Toronto      | 16 décembre 2018 | 37       | @ Spurs de San Antonio    | 20 avril 2019 |

- Double-double : 14
- Triple-double : 0

Dernière mise à jour : 12 avril 2024